# Panomya beringiana
Panomya beringiana är en musselart som beskrevs av Dall 1916. Panomya beringiana ingår i släktet Panomya och familjen Hiatellidae. Inga underarter finns listade i Catalogue of Life.